# Riley Green
Riley Green – osada w Anglii, w hrabstwie Lancashire, w dystrykcie Chorley. Leży 37 km na północny zachód od miasta Manchester i 297 km na północny zachód od Londynu.